# Tokyo Verdy
Tokyo Verdy (Japans: 東京ヴェルディ, Tōkyō Verudi) is een voetbalclub uit Japan die speelt in de J-League 2. Voorheen stond de club bekend als Verdy Kawasaki.

## Geschiedenis
Tokyo Verdy 1969 werd opgericht in 1969 als Yomiuri Soccer Club, de voetbalclub van de mediagigant Yomiuri in Tokio.
De club was na haar oprichting erg succesvol in de Japan Soccer League en gaf zichzelf de bijnaam FC Nippon (FC Japan). Bij de oprichting van de J-League werd gezocht naar een Westerse naam en werd gekozen voor Verdy Kawasaki. Verdy refereerde aan de clubkleuren en is Italiaans voor groen. Kawasaki verwees naar de plaats waar de club inmiddels was beland.
In de beginjaren trok de sponsor Yomiuri veel geld uit om (dure) spelers aan te trekken en zo successen te behalen. Dit moest in navolging gebeuren van een succesvolle Japanse honkbalclub, de Yomiuri Giants. Dit lukte ook in de beginjaren van de J-League. De club was echter niet populair bij de Japanse voetbalsupporters, het had te maken met felle concurrentie van Kawasaki Frontale en Yokohama Marinos en Yokohama Flügels en bij het uitblijven van hoge recettes in de J-League moest Verdy Kawasaki snijden in de kosten.
In 2001 ging de club van Kawasaki naar Chofu om meer fans aan te trekken en veranderde het van naam in Tokyo Verdy 1969. Het heeft echter te lijden onder de concurrentie van FC Tokyo dat in 1999 was toegelaten tot de J-League.
De club won op 1 januari 2005 nog wel de 2004 editie van de Japanse Emperor's Cup, maar maakte vervolgens een dramatisch seizoen mee en daalde af naar de J-League 2. Zodoende kwam de zeldzame situatie voor dat de club speelde in de AFC Champions League maar niet op het allerhoogste Japanse voetbalniveau.

## Erelijst

### J-League
- Winnaar in 1983, 1984, 1987, 1991, 1992 (als Yomiuri Soccer Club), 1993 en 1994.
- Winnaar stadium in 1993 (2e), 1994 (2e), 1995 (2e).

### J-League 2
- Promotie in 2007 (tweede plaats in competitie).

### Emperor's Cup
- Winnaar in 1984, 1986, 1987 (als Yomiuri Soccer Club), 1996 en 2004.
- Verliezend finalist in 1981, 1991 (als Yomiuri Soccer Club) en 1992.

### J-League Cup
- Winnaar in 1992, 1993 en 1994.
- Verliezend finalist in 1995.

### Xerox Supercup
- Winnaar in 1994, 1995 en 2005.
- Verliezend finalist in 1984 (als Yomiuri Soccer Club) en 1997.

### AFC Champions League
- Winnaar in 1988 (als Yomiuri Soccer Club).

## Eindklasseringen
- Eerst wordt de positie in de eindranglijst vermeld, daarna het aantal teams in de competitie van het desbetreffende jaar. Voorbeeld 1/18 betekent plaats 1 van 18 teams in totaal.

| Jaar | J1    | J2   |
| ---- | ----- | ---- |
| 1993 | 1/10  |      |
| 1994 | 1/12  |      |
| 1995 | 2/14  |      |
| 1996 | 7/16  |      |
| 1997 | 15/17 |      |
| 1998 | 12/18 |      |
| 1999 | 7/16  |      |
| 2000 | 10/16 |      |
| 2001 | 14/16 |      |
| 2002 | 10/16 |      |
| 2003 | 8/16  |      |
| 2004 | 9/16  |      |
| 2005 | 17/18 |      |
| 2006 |       | 7/13 |
| 2006 |       | 2/13 |

## Bekende (oud-)spelers
- Kazuyoshi Miura
- Yuji Nakazawa
- Naohiro Takahara
- Takayuki Morimoto
- Masashi Oguro
- Seiichiro Maki
- Yoichi Doi
- Takashi Fukunishi
- Yukitaka Omi
- Hiroyuki Sakashita
- Ryoichi Kawakatsu
- Kazuo Ozaki
- Tetsuya Totsuka
- George Yonashiro
- Yasutaro Matsuki
- Hisashi Kato
- Yasuharu Kurata
- Tomoyasu Asaoka
- Shiro Kikuhara
- Yasutoshi Miura
- Nobuhiro Takeda
- Teruo Iwamoto
- Masahiro Endo

- Takafumi Ogura
- Kenji Honnami
- Takahiro Yamada
- Satoshi Tsunami
- Takumi Horiike
- Tetsuji Hashiratani
- Ruy Ramos
- Shinkichi Kikuchi
- Kentaro Hayashi
- Takuya Takagi
- Masakiyo Maezono
- Tadashi Nakamura
- Tsuyoshi Kitazawa
- Naoki Soma
- Takashi Hirano
- Atsushi Yoneyama
- Daijiro Takakuwa
- Hiroshi Nanami
- Kenichi Uemura
- Nozomi Hiroyama
- Kazuyuki Toda
- Toshihiro Hattori
- Takuya Yamada

- Norihiro Nishi
- Atsuhiro Miura
- Hayuma Tanaka
- Daigo Kobayashi
- Yuki Kobayashi
- Givanildo Vieira de Souza
- Edmundo
- Bismarck
- Washington
- Ramon Menezes
- Alexandre Lopes
- Argel Fucks
- Osmar Donizete Cândido
- Gilberto Ribeiro Gonçalves
- Antônio Benedito da Silva
- Euller
- Moacir Rodrigues Santos
- Daniel da Silva
- Carlos Alberto Dias
- Patrick Mboma
- Edwin Ifeanyi
- Henny Meijer
- Gène Hanssen

## Bekende (oud-)trainers
- Osvaldo Ardiles
- Frans van Balkom